# Ernst Marboe (Schriftsteller)
Ernst Marboe (* 26. Jänner 1909 in Wien; † 28. September 1957 ebenda) war ein österreichischer Schriftsteller, Kulturmanager und Beamter.

## Leben
Der Techniker Marboe, dessen Frau die Cousine von Leopold Figls Frau war, hatte gute Beziehungen zu Politikern der Christlichsozialen und der späteren ÖVP. Er nahm als Studentenfunktionär des katholischen Cartellverbandes (er war seit 1929 Angehöriger der Verbindung KAV Bajuvaria Wien) gemeinsam mit Josef Klaus (Mitglied der KÖStV Rudolfina Wien) ab 1933 die Funktion eines Sachwalters der Studentenschaft an der Universität Wien wahr.
1936 trat Marboe in den Dienst der niederösterreichischen Landesregierung. 
Ab 1945 leitete Marboe als Vertrauensmann der ÖVP die Kulturabteilung im Bundespressedienst. Er leitete ab 1953 die Österreichische Bundestheaterverwaltung. Marboe war 1949 Gründer und Geschäftsführer der Austria Wochenschau. Er schrieb, gemeinsam mit dem SPÖ-Mann Rudolf Brunngraber, das Drehbuch zum 1952 uraufgeführten Film 1. April 2000, der die Sehnsucht der Österreicher nach dem Staatsvertrag thematisieren sollte. Er beschäftigte sich auch mit indischer Lyrik. Er wurde am Hietzinger Friedhof bestattet.
Marboe ist der Vater von Ernst Wolfram Marboe und Peter Marboe.

## Werke
- Das-Österreich-Buch, Verlag der Österreichischen Staatsdruckerei Wien 1948.
- ? [Fragezeichen] Yes – oui – o.k. – njet, Verlag der Österreichischen Staatsdruckerei Wien 1954.